# 孙绰 (东吴)
孙绰，三国东吴宗室，是孙静长子孙暠的长子。官拜安民都尉。
他的五个儿子孫綝、孙恩、孙据、孙干、孙闿在吴景帝继位（258年）之初全部封侯掌禁军，史称“一门五侯”，权力压倒皇帝，前所未有，但同年即被景帝灭三族。